# آی‌پاد نانو
آی‌پاد نانو (به انگلیسی: iPod Nano) در سپتامبر ۲۰۰۵ به عنوان جایگزینی برای آی‌پاد مینی معرفی شد. نانو بجز پخش موسیقی، قابلیت نمایش تصاویر را نیز دارد. در سپتامبر ۲۰۰۶ نسخه جدید این دستگاه با شفافیت بیشتر صفحه نمایش عرضه شد.
این آی پاد از حافظه فلش با ظرفیت‌های ۸ و ۱۶ گیگابایت بهره می‌گیرد. عمر باتری در نسخه نسل ۶ یک شبانه روز است. این مدل دارای صفحه نمایش ۱٫۵ اینچی TFT رنگی است و ۲۱٫۱ گرم وزن دارد. نسل ششم نانو دارای صفحه مولتی تاچ است. در حال حاضر جدیدترین نسل آیپاد نانو نسل هفتم آن است که نسبت به نسل قبلی آن بزرگتر شده و همراه با آیفون ۵ توسط تیم کوک رونمایی شد که فقط با ظرفیت ۱۶ گیگابایت وجود دارد. این آی پاد در روز ۲۱ سپتامبر ۲۰۱۲ به بازار آمد.